# Kostel svatého Vavřince (Mělník-Pšovka)
Kostel svatého Vavřince v Mělníku-Pšovce je římskokatolický farní kostel při klášteře augustiniánů na Pšovce, části města Mělník. Od roku 1966 je chráněn spolu s klášterem jako kulturní památka.

## Historie

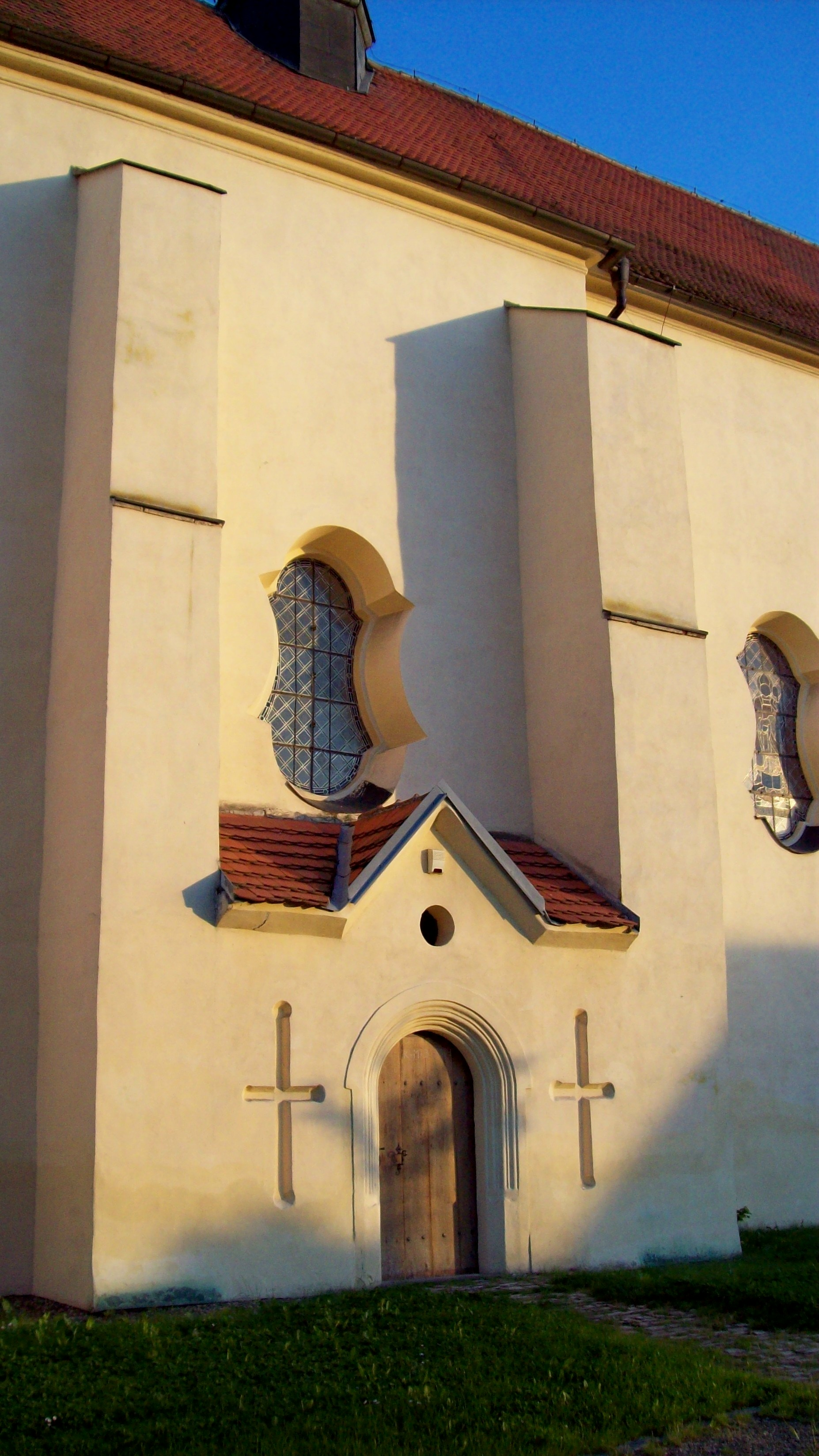
Vstup do kostela sv. Vavřince v Pšovce

Kostel byl vybudován společně s místním klášterem augustiniánů, který byl založen v roce 1263, jako raně gotický. Konventní kostel vysvětil Jan III. z Dražic. Kostel byl v průběhu časů několikrát vypleněn. Nejdříve v roce 1421 husity a později během stavovského povstání v roce 1611. Původní vzhled kostela setřely jeho pozdější úpravy v 16., 18. a 19. století. Severní boční předsíně a schody byly pořízeny roku 1866. Nynější podoba je po jedné z přestaveb barokní. Na výzdobě oltáře se podílel Karel Škréta. V roce 2002 byl kostel postižen povodní. Poté následovala oprava, jež odkryla prvky z počátků jeho fungování.

## Architektura
Jedná se o jednolodní, obdélnou stavbu s obdélným širším presbytářem s opěráky. Vně má kostel kasulová okna. Na západní straně je vysoké obdélné okno a dvě oválná okna.
Presbytář má v klenbě dvě pole křížové žebrové klenby a pole křížové hřebínkové klenby sklenuté na římsové konzolky. V lodi je plochá zrcadlová klenba. Kruchta spočívá na pilířových arkádách s polosloupem. Kruchta má dřevěnou poprsnici. Sakristie je sklenuta polem křížové žebrové klenby, sbíhající se do zdi a má svorník s rostlinným dekorem. Po západní straně se nachází malý výklenek, který je sklenut křížovou žebrovou klenbou.

## Zařízení
Zařízení je barokní a rokokové. Hlavní oltář je ze druhé třetiny 18. století. Je rámový a má bohatě řezanou predelu s tabernáklem s anděly. Je ozdoben páskovou a mřížovou ornamentikou a hodnotnými sochami světců. Na zadní stěně presbytáře se v bohatě řezaném rámu nachází obraz sv. Vavřince od Josefa Kramolína. Nad ním je obraz sv. Augustina a po stranách oltáře jsou o něco méně umělecky kvalitní sochy sv. Vavřince a sv. Augustina. Dva boční protějškové oltáře při triumfálním oblouku jsou baldachýnové. Mají páskovou a mřížovou ornamentiku a pocházejí ze druhé třetiny 18. století. Na těchto oltářích jsou obrazy sv. Františka a Panny Marie. Další dva protějškové oltáře ze druhé poloviny 18. století s mřížovou a rokajovou ornamentikou jsou s obrazy sv. Josefa a sv. Jana Nepomuckého od J. Heřmana z roku 1893. Kazatelna je rokoková z období kolem poloviny 18. století. Na její stříšce je umístěna socha sv. Augustina. Kazatelna má bohatou rokajovou výzdobu. Lavice v presbytáři i v lodi kostela jsou bohatě řezané. Objevuje se na nich akant a vrypovaná stuha. Chórová mřížka pochází z roku 1713. Při triumfálním oblouku, dnes pod krucifixem, je malé rokokové klekátko s klečící Pannou Marii. Jednalo se o původní součást výjevu Zvěstování. Barokní socha sv. Jana Nepomuckého je z 18. století. Obraz sv. Mikuláše, který je rámovaný splývající drapérií vytvářející baldachýn, pochází ze druhé čtvrtiny 18. století. Obraz hlavy Krista je kresbou z roku 1936 od Č. Pittmanna. Kamenná křtitelnice je z roku 1612. Je kryta barokním dřevěným víkem se skupinou Křtu Kristova z 18. století. V sakristii byla umístěna oboustranně malovaná deska s obrazy Nejsvětější Trojice a Vzkříšeného Krista od Mistra I. W. z roku 1530. Restaurovaná byla v roce 1896 J. Heřmanem a nově v roce 1962 J. Blažejem. Je zasazená do sloupové edikuly z roku 1662, která byla upravena v 19. století. V kostele je barokní obraz sv. Vavřince, který byl původně na hlavním oltáři. Pochází zřejmě z dílny od Johanna Heinricha Schönfelda. Dále je zde rokokový obraz se starozákonním výjevem Habakuk přináší potravu Danielovi.

## Okolí kostela
Při kostele se nachází barokní, šestiboká márnice. Je členěná lizénovými rámci a plochými arkádovými výklenky. Má obdélná okna a uvnitř plochý strop. Před kostelem je barokní socha sv. Jana Nepomuckého z 18. století.